# Pollansik
Pollansik (Coregonus pollan) är en fiskart som beskrevs av Thompson, 1835. Pollansik ingår i släktet Coregonus och familjen laxfiskar. Inga underarter finns listade i Catalogue of Life.
Arten förekommer med flera från varandra skilda populationer i Irland och Nordirland. Den registrerades bland annat i sjöarna Lough Neagh, Lough Erne (båda delar), Lough Ree och Lough Derg.
Individerna fortplantar sig för första gången när de är två år gamla. Äggens befruktning sker mellan oktober och december. Pollansik kan leva nio år. Den har främst pungräka (Mysis relicta) som föda men den äter även andra kräftdjur, insekternas larver och små fiskar.
Beståndet hotas av övergödning av insjöarna, av intensivt fiske, av konkurrensen till introducerade främmande fiskar (främst karpfiskar) och av höga vattentemperaturer på grund av klimatförändringar. Utbredningsområdet är begränsat. IUCN kategoriserar arten globalt som starkt hotad.